# L'Homme sans ombre (film, 2004)
Pour les articles homonymes, voir L'Homme sans ombre.

L'Homme sans ombre est un film d'animation réalisé en 2004 par le réalisateur suisse Georges Schwizgebel. C'est une adaptation de L'Étrange histoire de Peter Shlemihl, roman écrit par l'écrivain allemand Adelbert von Chamisso en 1813, inspiré de Faust.

## Synopsis
Un homme vend son ombre au diable pour accéder à la richesse. Mais bientôt, il est rejeté par ses semblables qui n'acceptent pas sa différence.

## Fiche technique
- Titre : L'Homme sans ombre
- Producteur et réalisateur : Georges Schwizgebel
- Producteur : Marcel Jean
- Musique : Judith Gruber-Stitzer
- Son : Olivier Calvert
- Sociétés de production : GDS, Office national du film du Canada